# Перона, Ренато
Ренато Перона (итал. Renato Perona; 14 ноября 1927, Терни, Умбрия — 9 апреля 1984, Терни, Умбрия) — итальянский велогонщик, выступавший на треке и шоссе. Олимпийский чемпион 1948 года.

## Биография
Ренато Перона родился 14 ноября 1927 года в итальянском городе Терни.
После Второй мировой войны начал выступать в любительских шоссейных велогонках, в том числе в Терни.
В 1948 году вошёл в состав сборной Италии на летних Олимпийских играх в Лондоне. Выступая в трековой гонке на тандемах с Фердинандо Теруцци, завоевал золотую медаль. В 1/8 финале Терруцци и Перона победили Оскара Джакке и Мигеля Пасси из Аргентины с результатом 13,8 секунды, в четвертьфинале выиграли у Луи ван Схила и Роже де Паува из Бельгии (11,2 с), в полуфинале — у Жана Рота и Макса Эберли из Швейцарии (11,5 с), в финале в трёх заездах победили Рега Харриса и Алана Баннистера из Великобритании.
В том же году выступил на чемпионате мира по трековому велоспорту в Амстердаме в индивидуальном спринте.
До конца 1950-х годов участвовал в шестидневных гонках и трековых международных Гран-при. На его счету 47 побед на треке.
Был награждён золотой медалью Национального олимпийского комитета Италии.
Умер 25 июля[уточнить] 1984 года в Терни.

## Память
Именем Ренато Пероны назван астероид 8230 Перона.
В Терни на Аллее славы, где увековечены имена местных олимпийцев, установлена плита с именем Роберто Пероны.